# 문화수려집
《문화수려집》(文華秀麗集, ぶんかしゅうれいしゅう)는 일본 헤이안 시대(平安時代) 초기인 고닌(弘仁) 9년(818년)에 사가 천황(嵯峨天皇)의 칙명으로 편찬된 칙찬(勅撰) 한시집이다. 전3권.

## 개요
제목인 '문화수려집'은 중국의 《문선》(文選)의 서문에 "그 찬론에 아름다운 문체가 모여 있고, 서술에 화려한 문사가 아로새겨져 있는 것들은 그 내용이 깊은 사색에서 나왔고, 그 의미는 고운 수사로 귀속된다"(若其讚論之綜緝辭采, 序述之錯比文華, 事出於沈思, 義歸乎翰藻)에서 따온 것으로 보인다.
본서보다 앞서 편찬된 《능운집》(凌雲集)에 이은 것으로 칙찬삼집(勅撰三集)의 하나로, 서문에는 사가 천황의 명에 따라 앞서 《능운집》에 실리지 못한 작품까지 보충해서 싣고 새로운 시까지 더해 3권을 편찬하게 하였다고 한다. 편찬의 책임은 황족 나카오 왕(仲雄王)과 함께, 앞서 능운집 편찬을 맡았던 후지와라노 후유쓰구(藤原冬嗣)、스가와라노 기요기미(菅原清公) 등 다섯 명이 맡았다. 수록된 작품의 작자는 사가 천황(嵯峨天皇)과 준나 천황(淳和天皇) 형제를 비롯한 28명에 이르며, 원래는 148수가 수록되어 있었다고 하나 후반부가 누락되어 5수는 전하지 않는다.
《능운집》에 규정(閨情)의 시를 비롯한 서정적인 시가 많으며, 수록된 시의 형태는 《회풍조》의 주류였던 오언시(五言詩)가 아니라 칠언시(七言詩)가 급증하여 칠언사구(七言四句)가 칠언팔구(七言八句)와 거의 같은 비율을 차지한다. 또한 부(賦)에 가까운 장시도 있으며, 삼언(三言)이 포함된 잡언체(칠언을 주로 한다)가 들어 있어, 헤이안 초기의 한시의 발전양상을 보여준다. 아울러 《능운집》과는 달리 중국의 문학 이념의 하나인 경국(經國)을 표면에 내세우지 않고 문학 그 자체의 아름다움을 추구하려 했음을 나카오 왕의 서문을 통해서 알 수 있다. 시험적 성격이 강했던 《능운집》에서 완성기의 칙찬 시집인 《경국집》(經國集)에 이르기까지 헤이안 시대 한시문은 최고의 융성기를 맞이하는데, 《문화수려집》은 두 칙찬집의 가교적인 위치에 있는 한시집으로 중요한 역할을 한다고 할 수 있다.
편찬 4년 전인 고닌 5년(814년) 9월 30일 일본을 방문했던 제17차 발해 사신 왕효렴(王孝廉)의 한시 5수와 발해의 승려 인정(仁貞)의 시 1수가 실려 있어 발해 한문학을 엿볼 수 있는 자료로도 중요하다. 《문화수려집》에는 이들 발해 사절과 일본 문인이 주고받은 시 12수가 실려 있는데, 이는 일본의 칙찬 한시집에 외국인의 작품이 실린 드문 사례로 《일본후기》로만 확인할 수 있었던 제17차 발해사의 모습을 보다 구체적이고 생생하게 알 수 있다는 점에서 귀중한 자료라고 할 수 있겠다.

## 한국어 번역
2017년 한국의 출판사 지식을만드는지식에서 김승룡, 김임숙 번역으로 출간되었다.

## 같이 보기
- 능운집
- 한시
- 경국집